# MTA1
La proteína 1 asociada a metástasis (MTA1) es una proteína codificada en humanos por el gen MTA1.
Este gen codifica una proteína que fue identificada en un análisis de genes expresados en células en proceso de metástasis, concretamente, líneas celulares de adenocarcinoma mamario. La expresión de este gen se ha correlacionado con el potencial metastático de al menos dos tipos de carcinomas, aunque también se expresa en numerosos tejidos normales. El papel que juega esta proteína en la metástasis aún no ha sido completamente elucidado. Inicialmente, se pensaba que era el componente de 70 kDa del complejo deacetilasa remodelador del nucleosoma, NuRD, pero es más probable que este componente sea una proteína similar pero diferente. Estas dos proteínas se encuentran tan estrechamente relacionadas que comparten el mismo tipo de dominio. Estos dominios incluyen dos dominios de unión a ADN, un dominio de dimerización y un dominio típico de proteínas implicadas en la Metilación del ADN. El perfil y actividad de este producto génico sugiere que está implicado en la regulación de la transcripción actuando a nivel de la remodelación de la cromatina.

## Interacciones
La proteína MTA1 ha demostrado ser capaz de interaccionar con:
- HDAC1[4][5]
- HDAC2[4][6][5]
- MTA2[4]
- Receptor de estrógeno alfa[7][5]
- MNAT1[8]